# Losin' It
Losin' It (bra: Porky 3; prt: Só Se Perde Uma Vez) é um filme de comédia canado-americano, de 1983, estrelado por Tom Cruise, Shelley Long, Jackie Earle Haley e John Stockwell. O filme é dirigido por Curtis Hanson. A maior parte dele foi filmada em Calexico, Califórnia.

## Enredo
Quatro adolescentes de Los Angeles estão, no final da década de 60, em seu caminho para Tijuana, no México. São eles Dave, Woody, Spider e o irmão de Dave, Wendell. Dave, Spider, e Woody foram com o propósito de perder a virgindade, enquanto Wendell veio junto com eles somente para comprar fogos de artifício. Eles acabam dando uma carona para uma mulher chamada Kathy, que vai com eles porque quer se divórciar rapidamente de seu marido. Eles acabam entrando em uma série de desventuras ao sul da fronteira.

## Elenco
- Tom Cruise como Woody
- Shelley Long como Kathy
- Jackie Earle Haley como Dave
- John Stockwell como Spider
- John P. Navin, Jr. como Wendell
- Henry Darrow como Sheriff
- Hector Elias como Chuey
- Mario Marcelino como Pablo
- John Valby como Johnny Hotrocks
- Rick Rossovich como Marine
- Kale Browne como Larry

## Recepção
O filme recebeu críticas em sua maioria negativas, com uma pontuação de 22% no Rotten Tomatoes baseado em nove avaliações.